# Фонд Барнса
Фонд Барнса (англ. Barnes Foundation) — школа искусств и художественный музей-галерея в Мерионе, пригороде Филадельфии (Пенсильвания, США). Фонд был основан в 1922 году Альбертом К. Барнсом, американским изобретателем и коллекционером, сделавшим своё состояние на производстве и продаже антисептического препарата Аргирола. Фонд Барнса является одной из крупнейших коллекций французской живописи XIX-XX веков, в частности здесь находятся большие собрания Ренуара, Сезанна и Матисса. В 1990-х годах музей находился в сложном финансовом состоянии, в т.ч. из-за своего неудачного расположения в жилой зоне Мериона. В настоящее время галерея перенесена в центр Филадельфии и расположена по соседству с Музеем Родена.

## Здание галереи

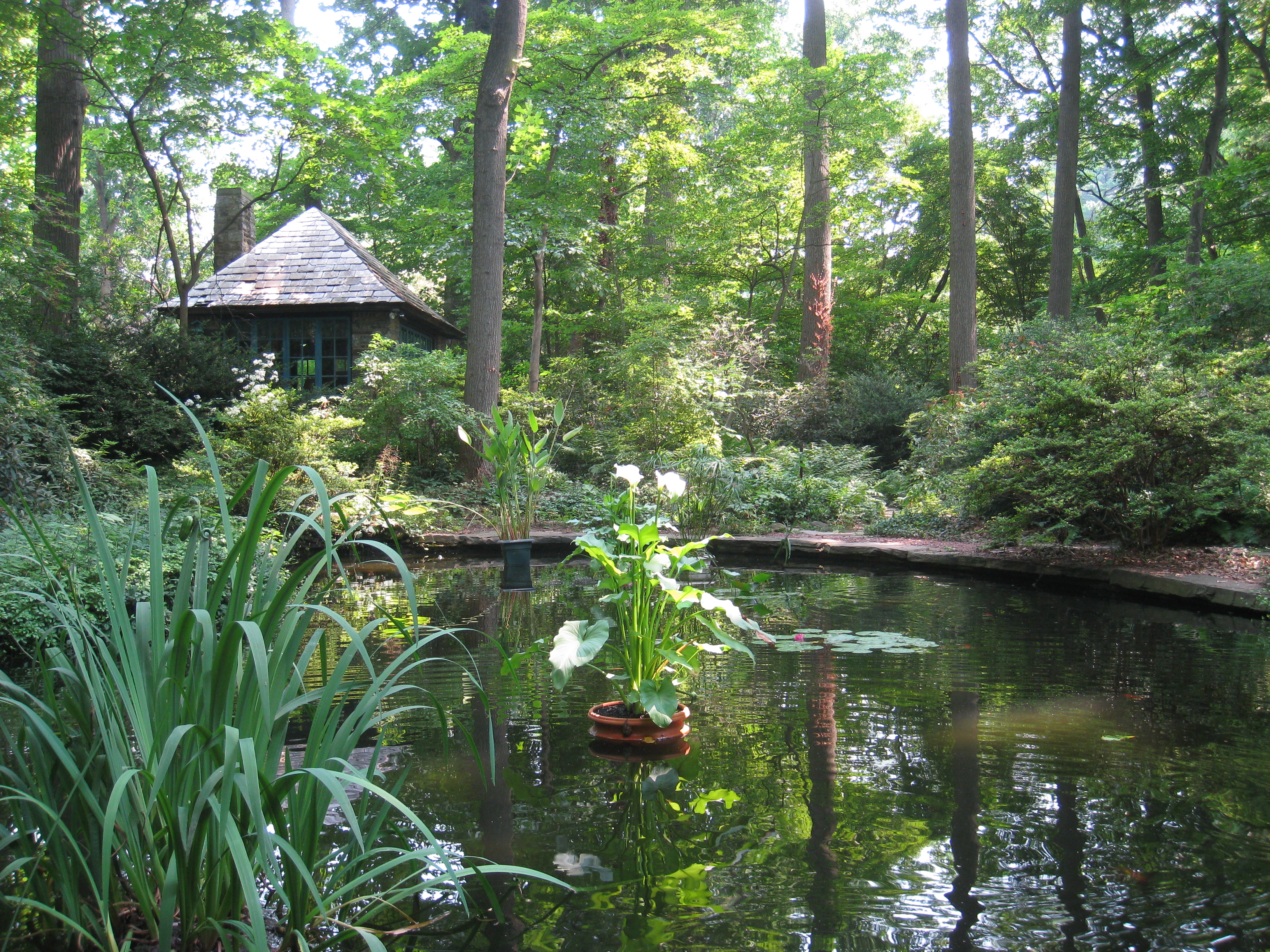
Арборетум при галерее.

Старый комплекс зданий галереи был построен в 1922 году французским архитектором Полем Кре. На музейном участке также располагается арборетум.

## Коллекция
Галерея располагает более чем 2,5 тысячами экспонатов, в т.ч. 800 живописными полотнами. В коллекции находится 181 работа Огюста Ренуара, 69 полотен Поля Сезанна, 59 полотен Матисса, 46 работ Пабло Пикассо, 21 — Хаима Сутина, 18 — Анри Руссо, 16 — Амедео Модильяни, 11 — Эдгара Дега, 7 — Ван Гога, 6 — Сёра, а также многочисленные картины других живописцев, включая Кирико, Рубенса, Тициана, Поля Гогена, Эль Греко, Франсиско Гойя, Эдуара Мане, Жана Гюго, Клода Моне, Мориса Утрилло, Уильяма Глэкенса, Чарльза Демюта, Мориса Прендергаста. Кроме этого, в музее находятся предметы африканского искусства, искусства Древнего Египта, Древней Греции и Древнего Рима, предметы декоративного искусства Европы и Америки. Особенностью коллекции этой галереи является расположения полотен в экспозиции в виде «настенных ансамблей», когда на одной стене намеренно расположены работы различных периодов, географических регионов и стилей с целью сравнения и исследования, как это представлял сам Барнс.

## Известные полотна

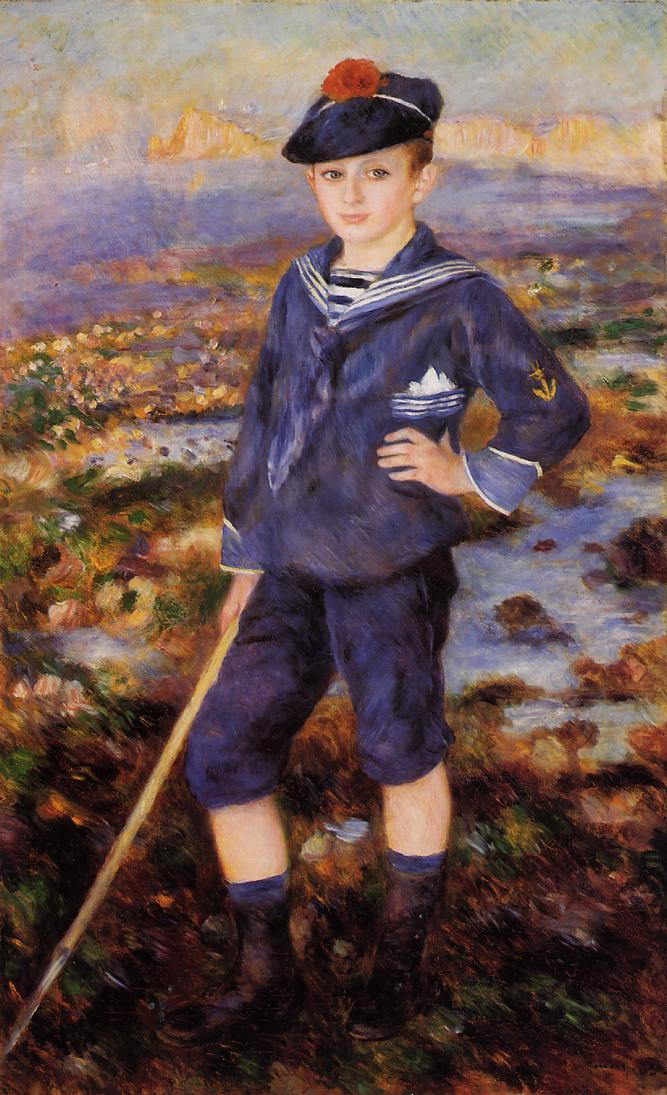
Пьер Огюст Ренуар, «Мальчик на пляже Ипора» (1883)
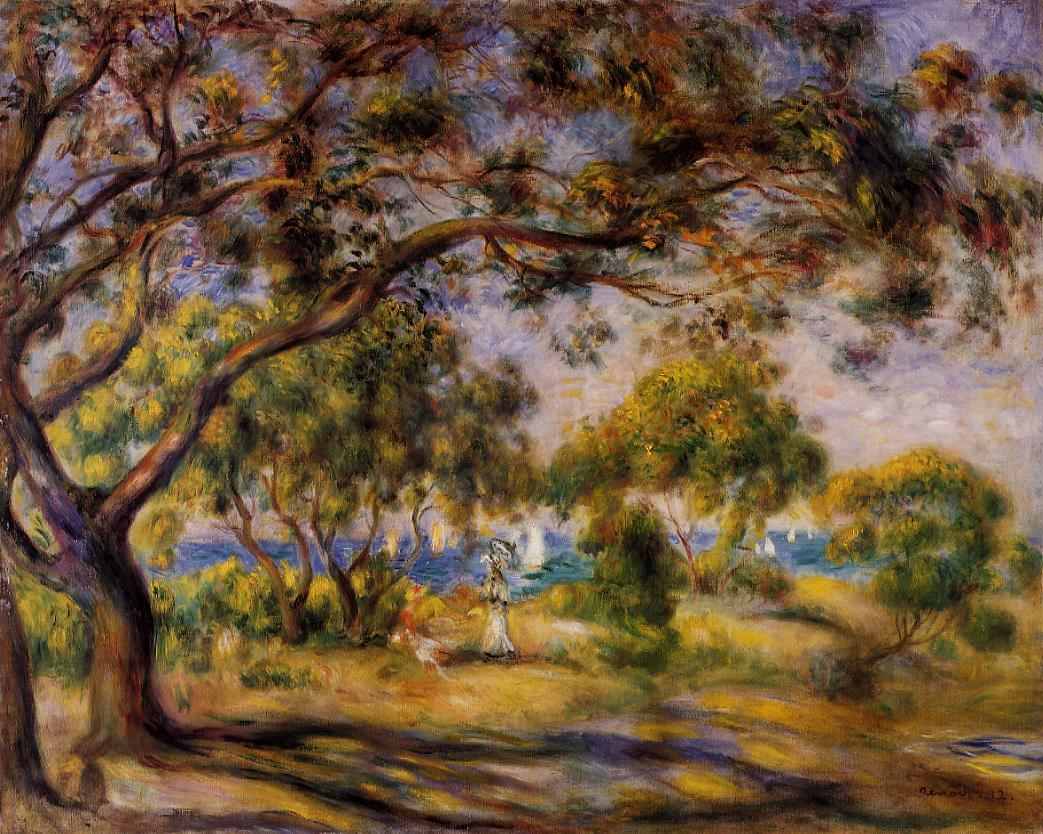
Пьер Огюст Ренуар, «Нуармутье» (1892)
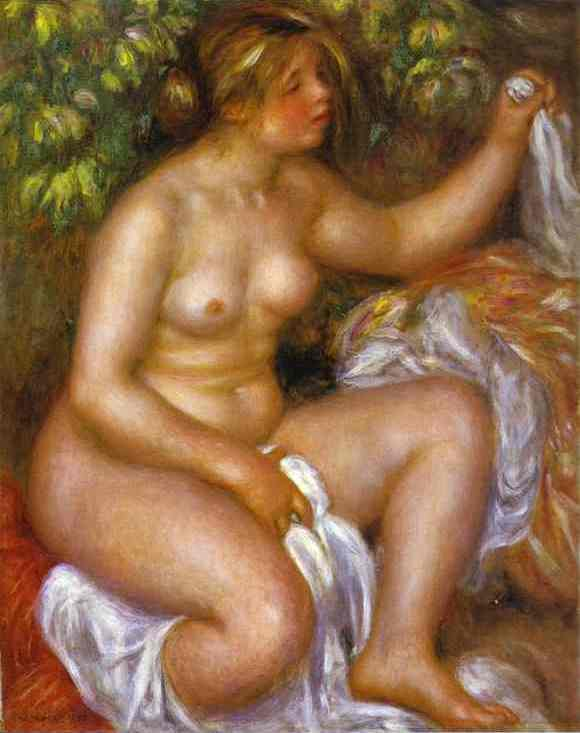
Пьер Огюст Ренуар, «После купания» (1910)
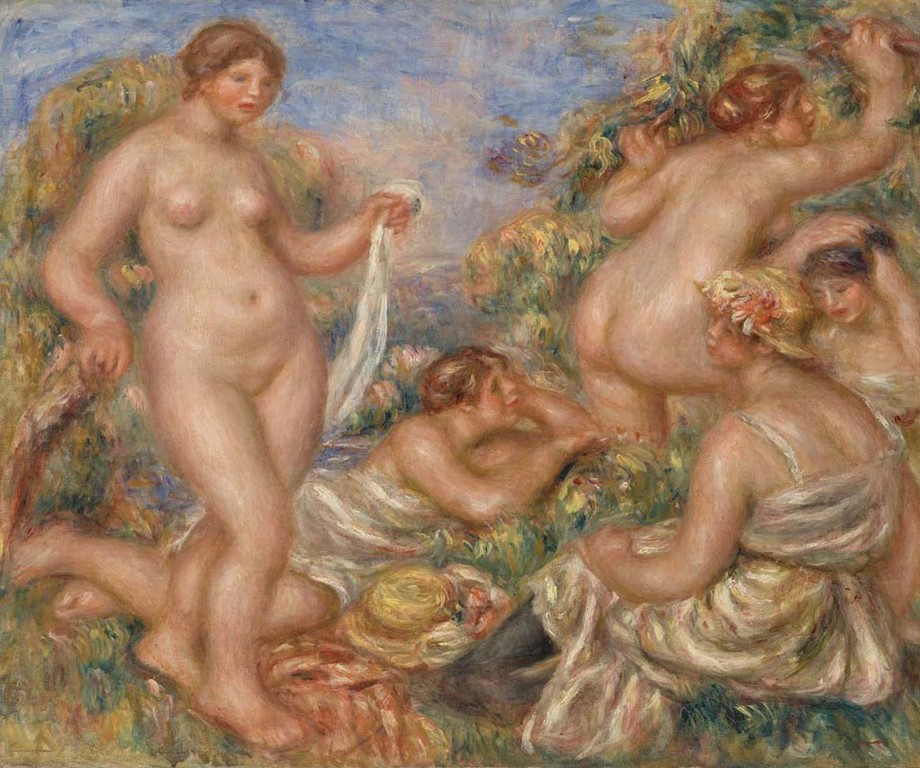
Пьер Огюст Ренуар, «Купальщицы» (1918)
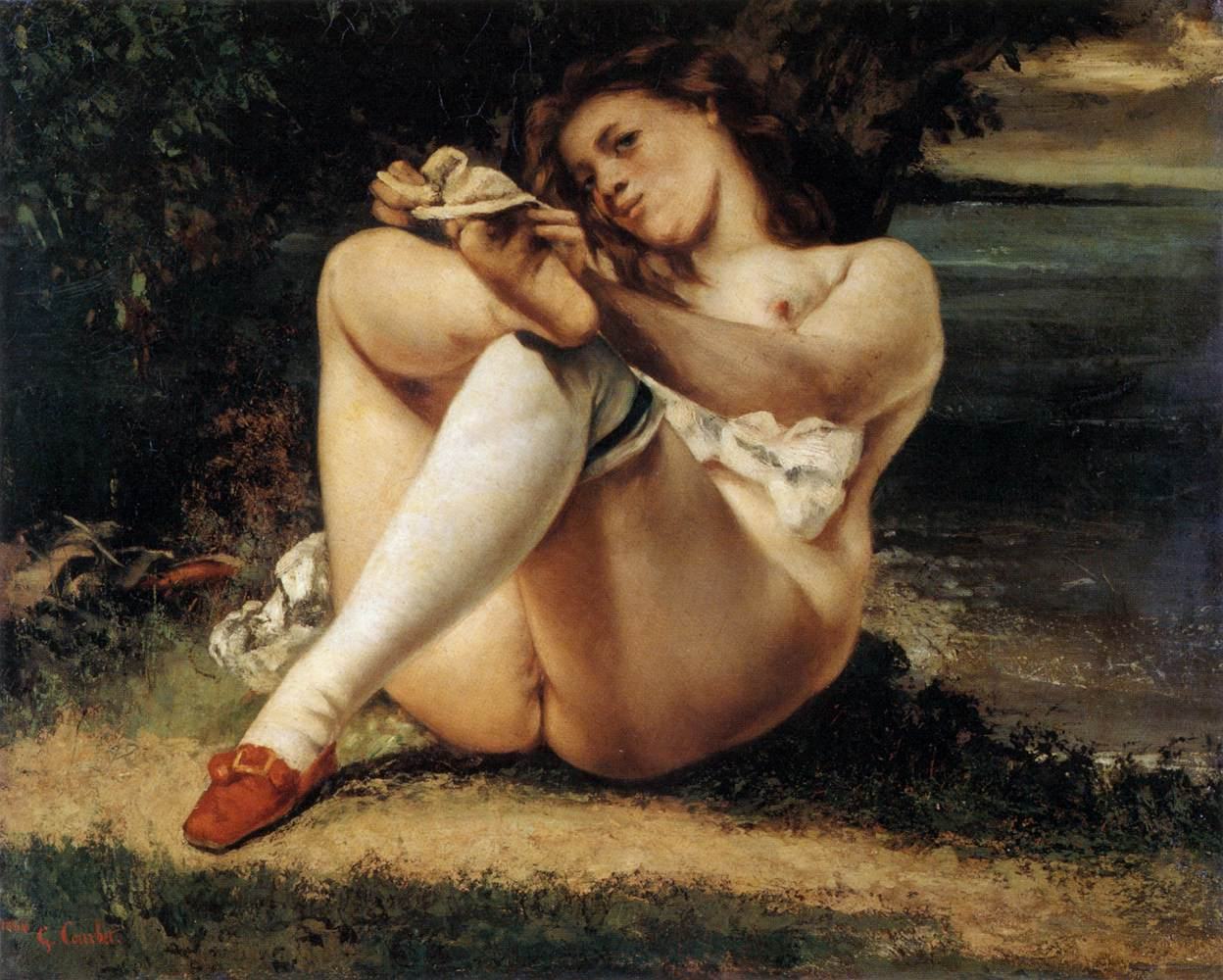
Гюстав Курбе, «Женщина в белых чулках» (ок. 1861)
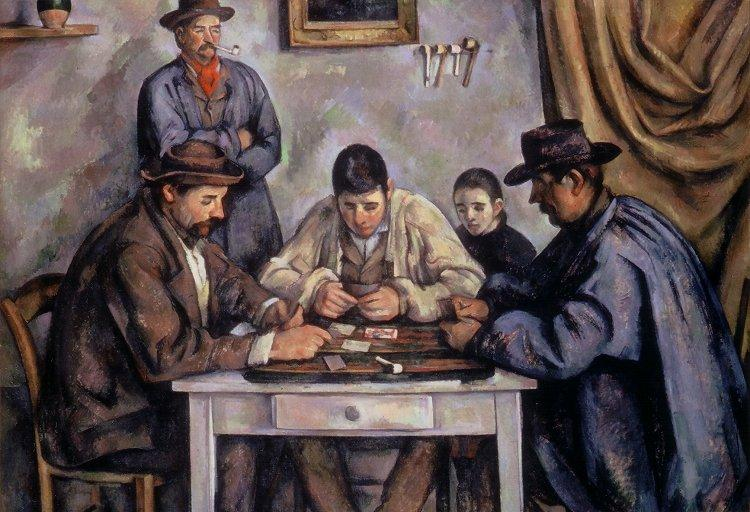
Поль Сезанн, «Игроки в карты» (1890-92)
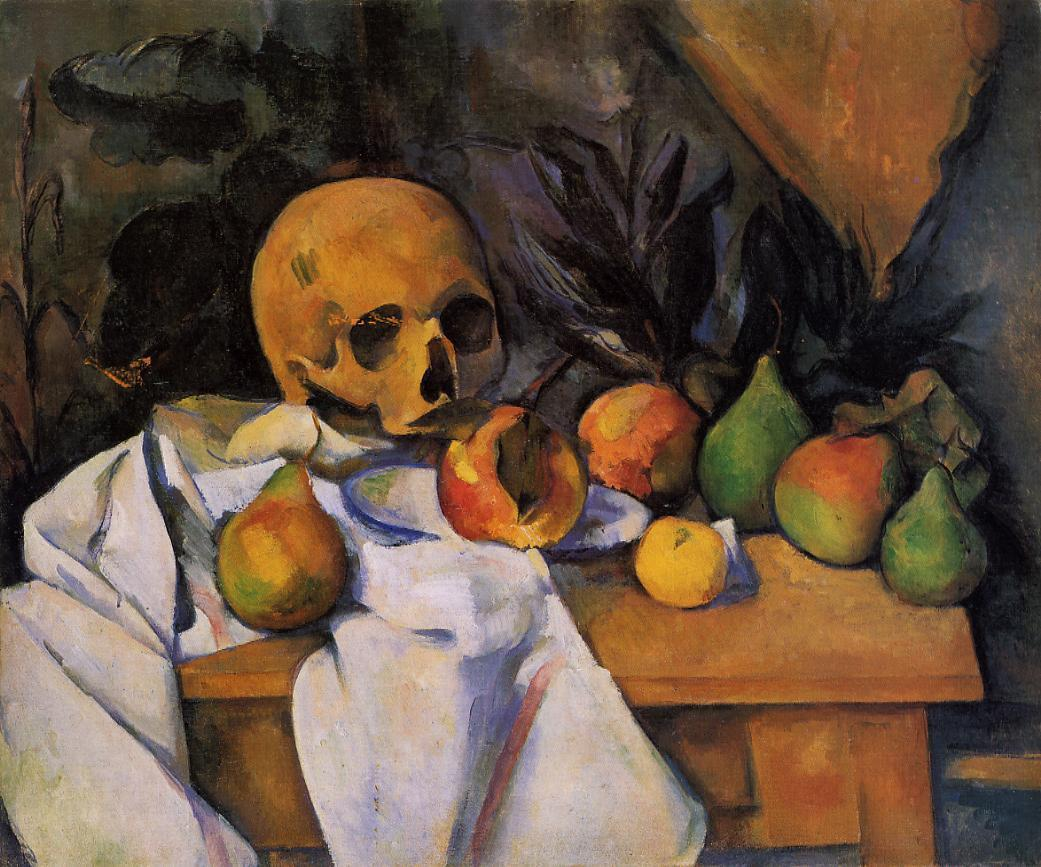
Поль Сезанн, «Натюрморт с черепом» (1896-1898)
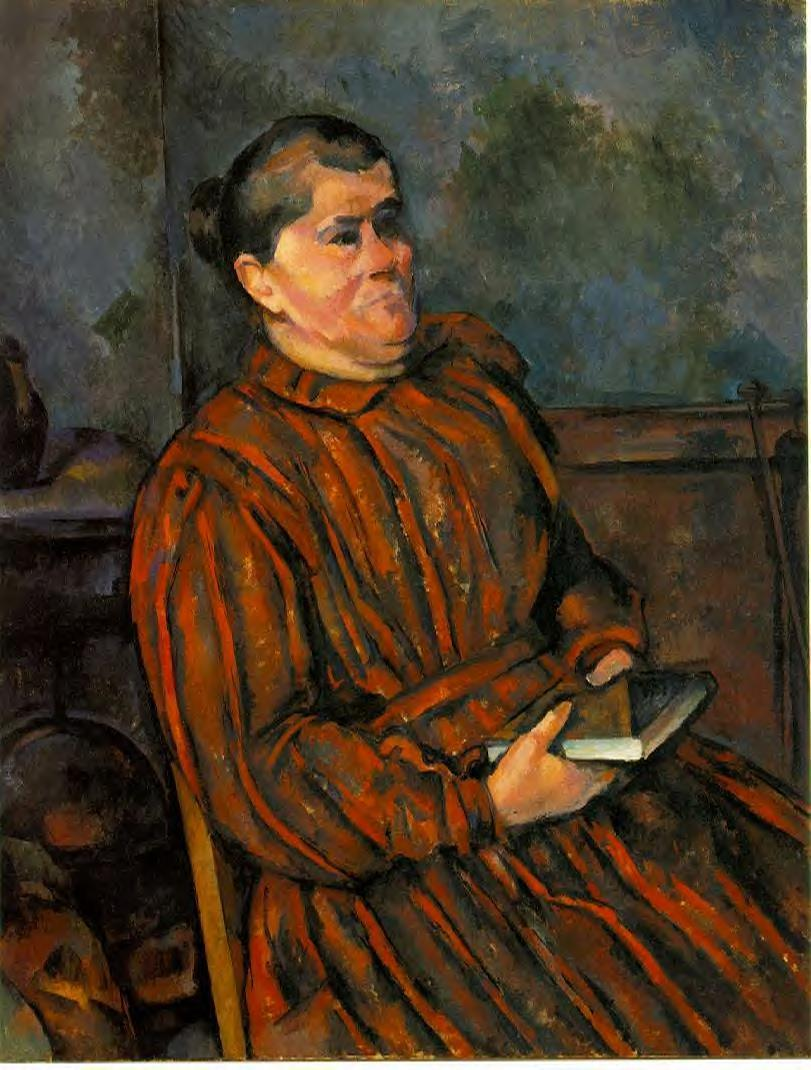
Поль Сезанн, «Портрет женщины» (ок. 1898)
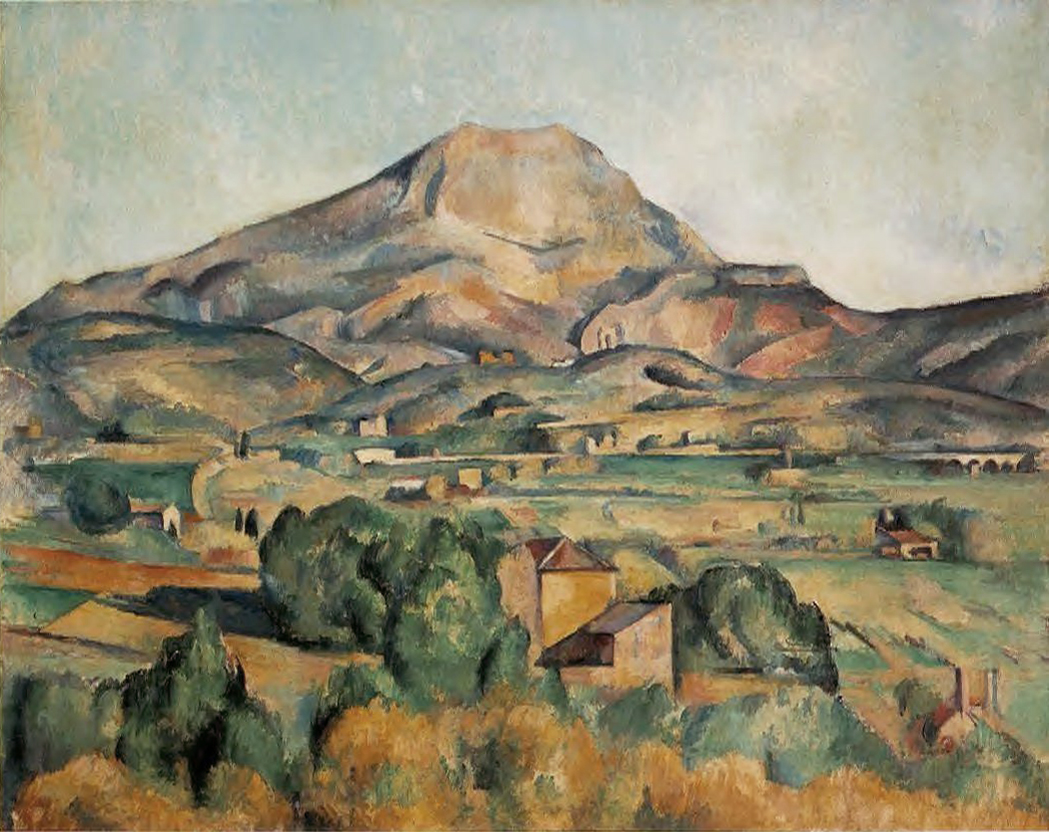
Поль Сезанн, «Долина Арк» (1892-95)
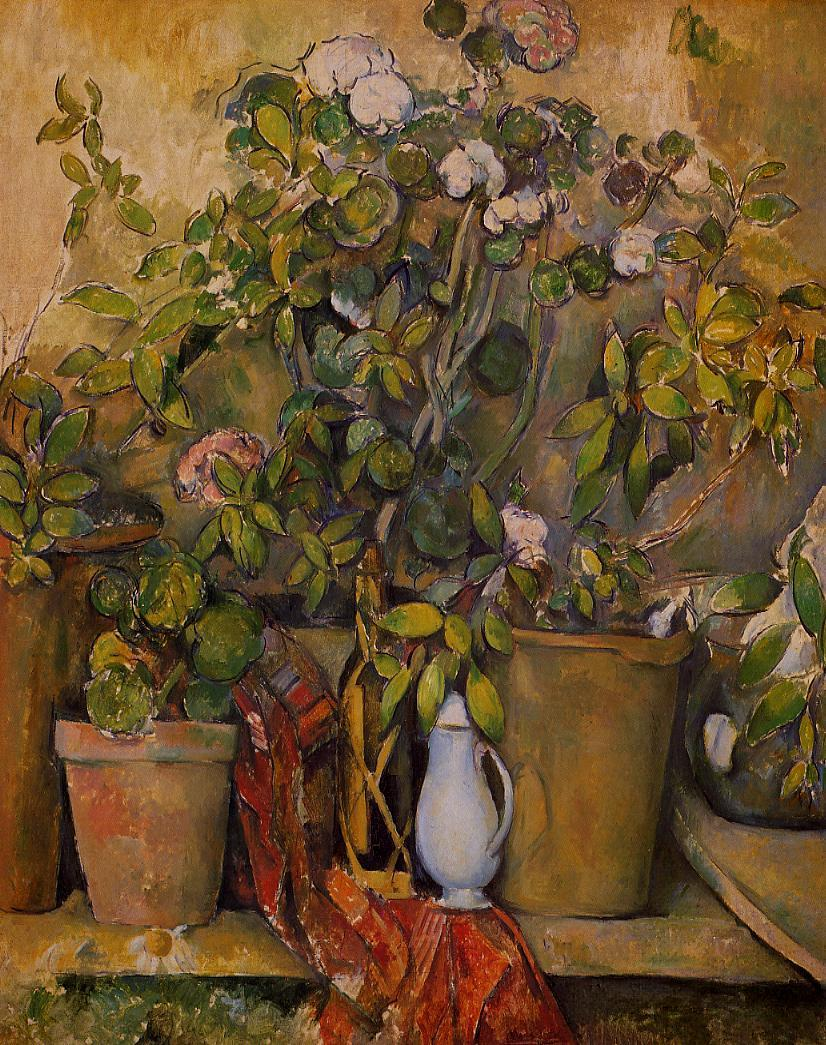
Поль Сезанн, «Глиняные горшки и цветы» (1891-1892)
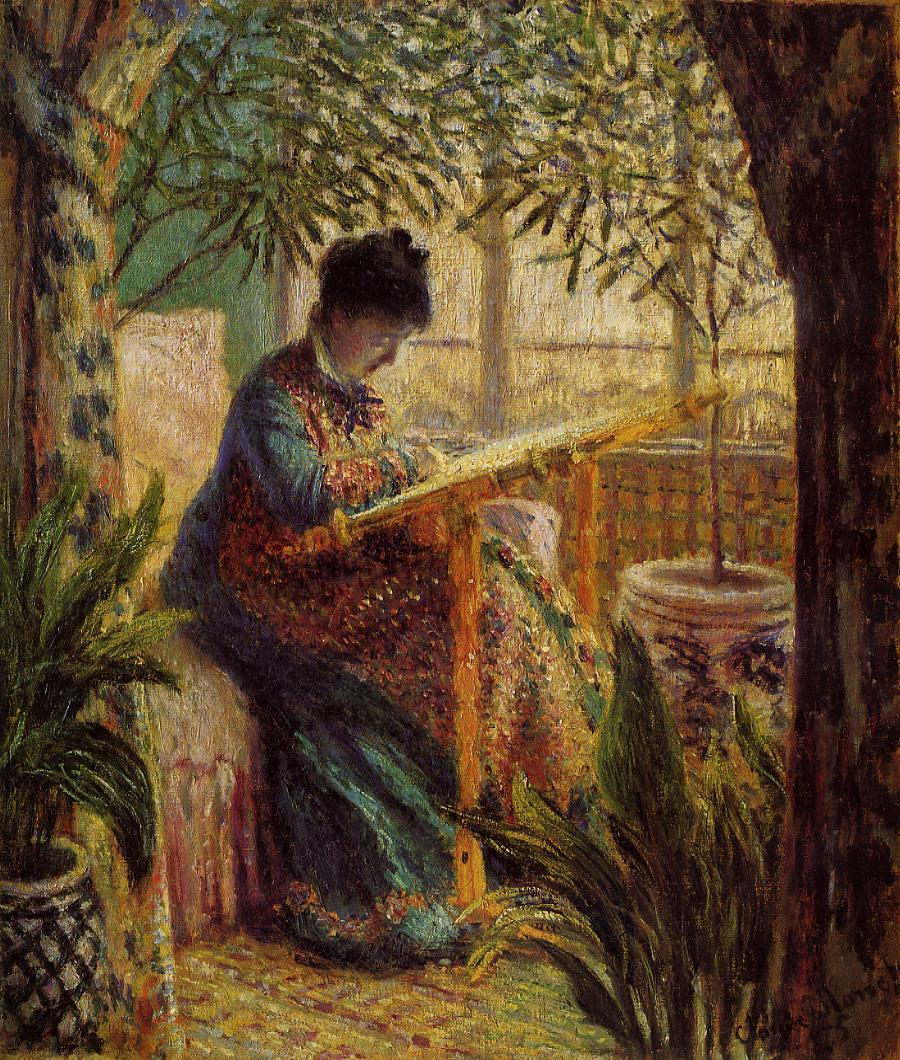
Клод Моне, «Камилла за работой» (1875)
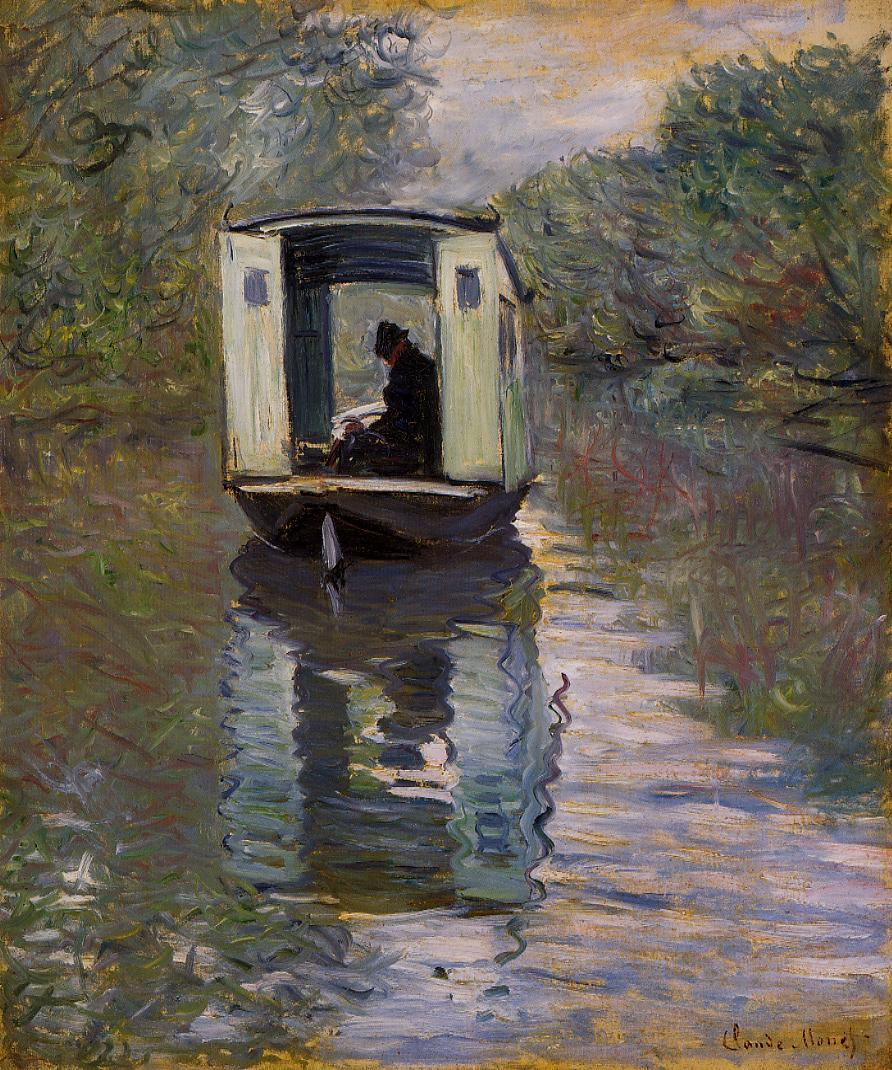
Клод Моне, «Лодка-ателье» (1876)
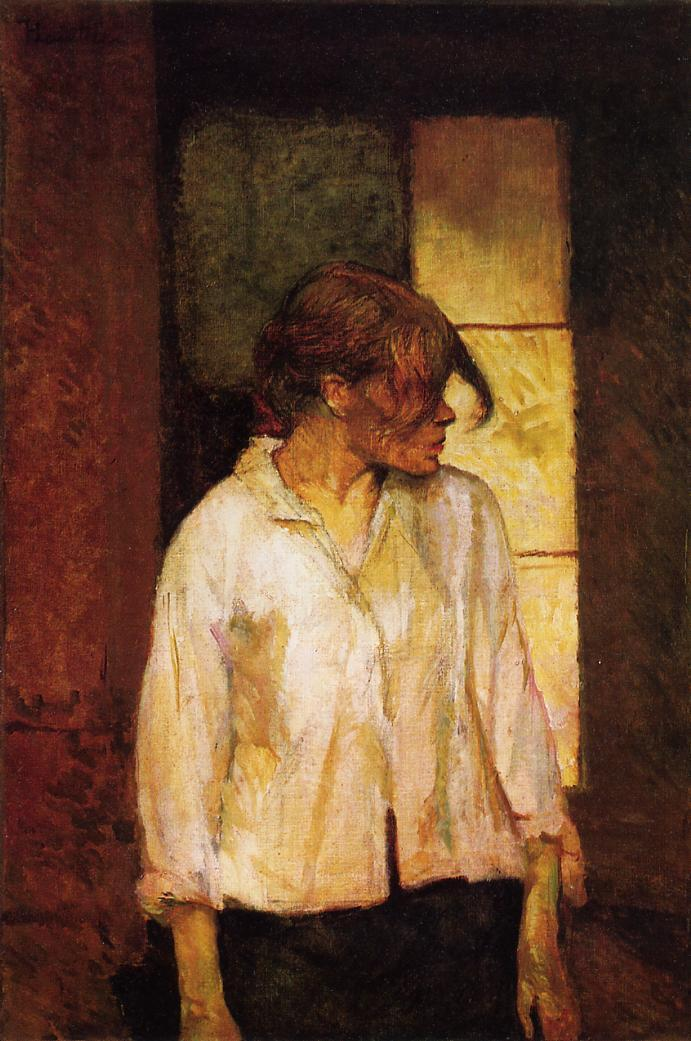
Анри Тулуз-Лотрек, «Монруж. Красная Роза» (1886-87)
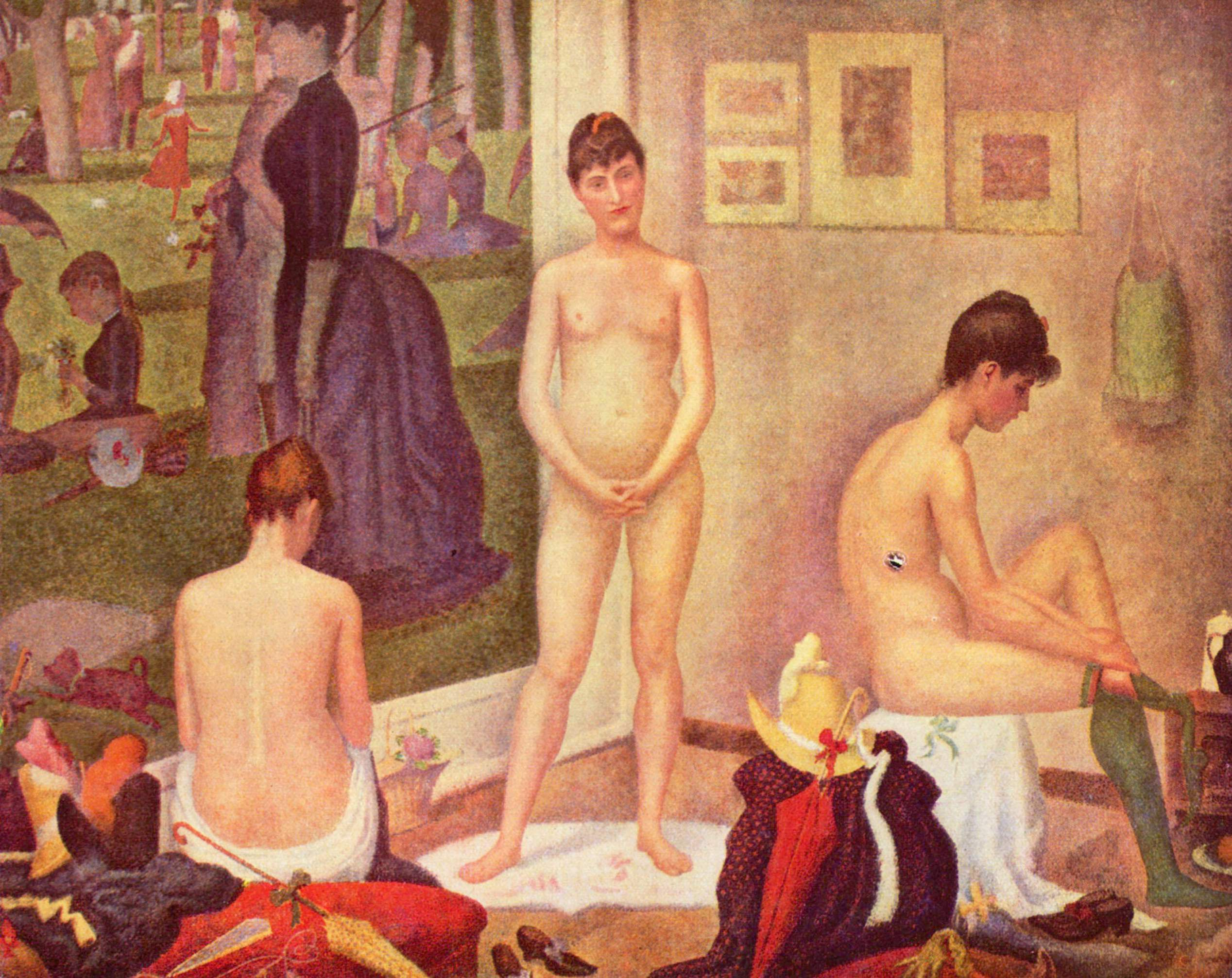
Жорж-Пьер Сёра, «Натурщицы» (1886-88)
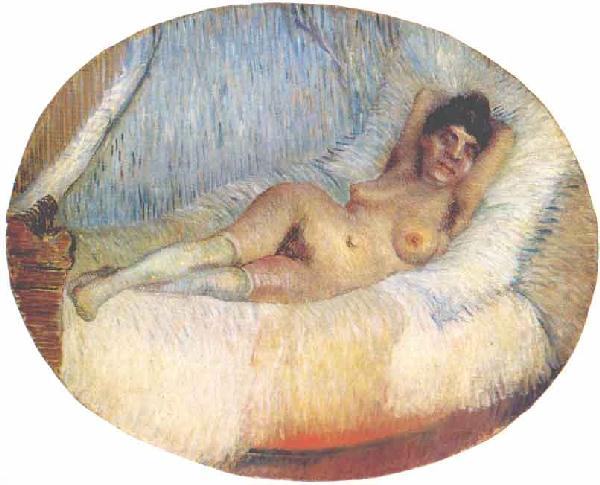
Винсент Ван Гог, «Обнажённая в постели» (1887)
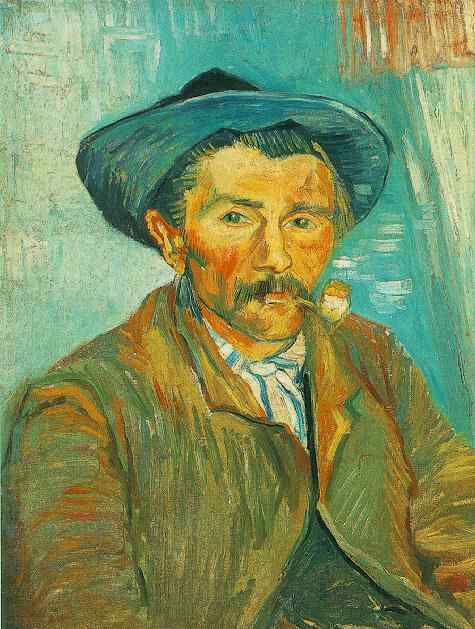
Винсент Ван Гог, «Курильщик» (1888)
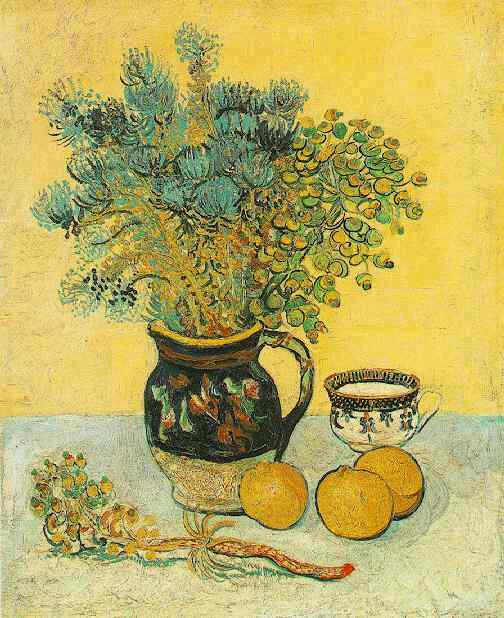
Винсент Ван Гог, «Натюрморт» (1888)
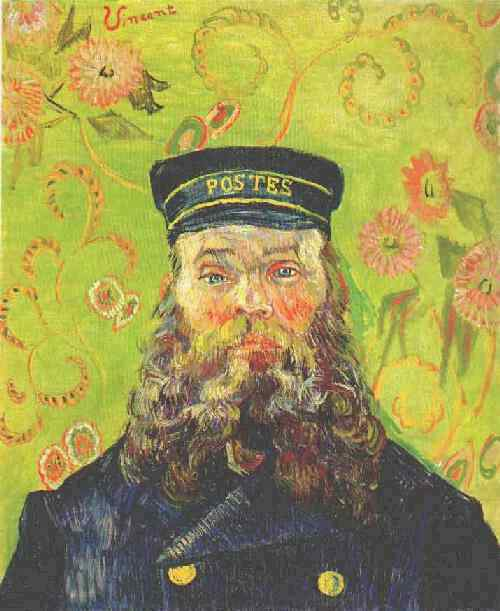
Винсент Ван Гог, «Почтальон» (1889)
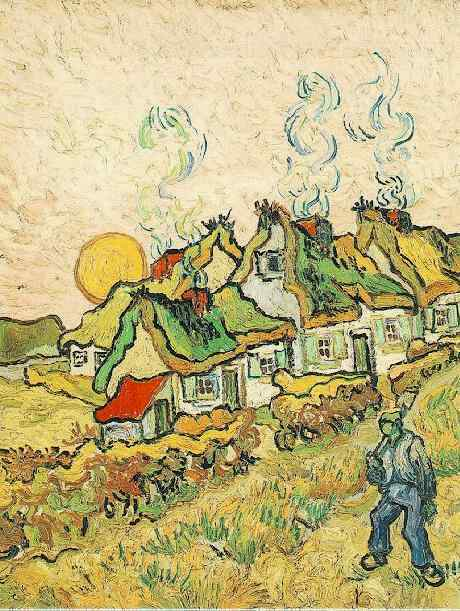
Винсент Ван Гог, «Соломенные крыши на солнце» (1890)
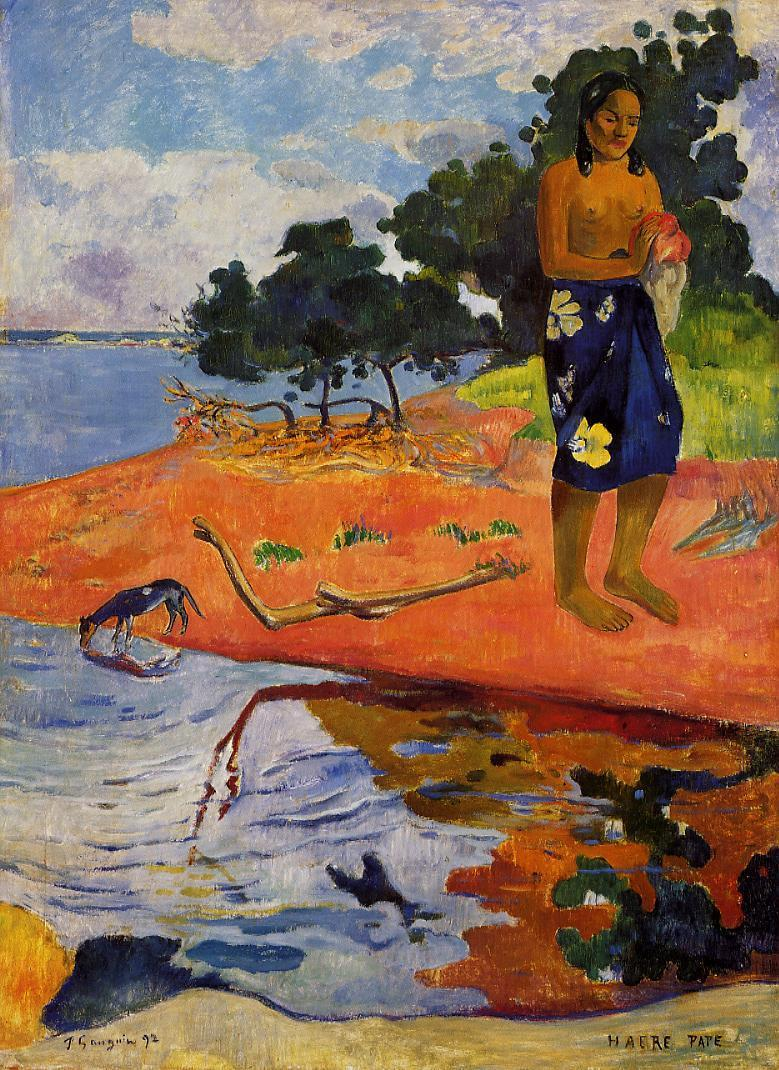
Поль Гоген, Haere Pape («Утренний туалет») (1892)
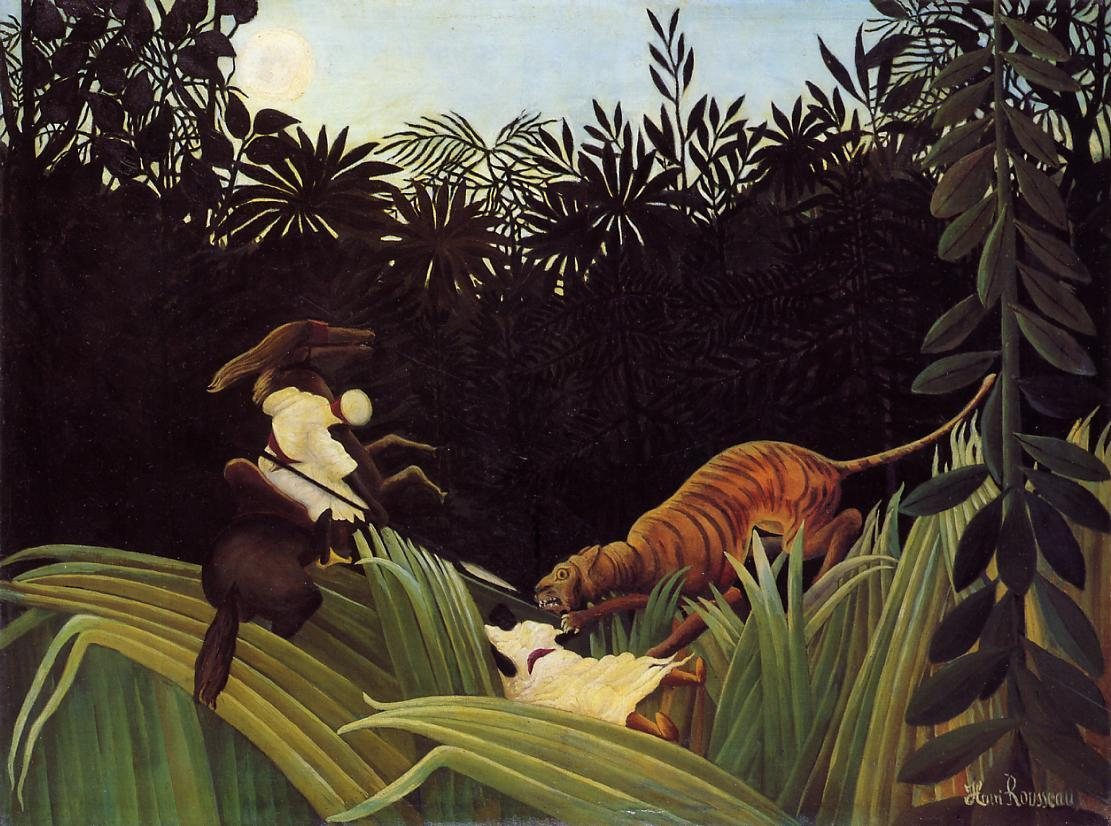
Анри Руссо, «Дозорный, атакованный тигром» (1904)
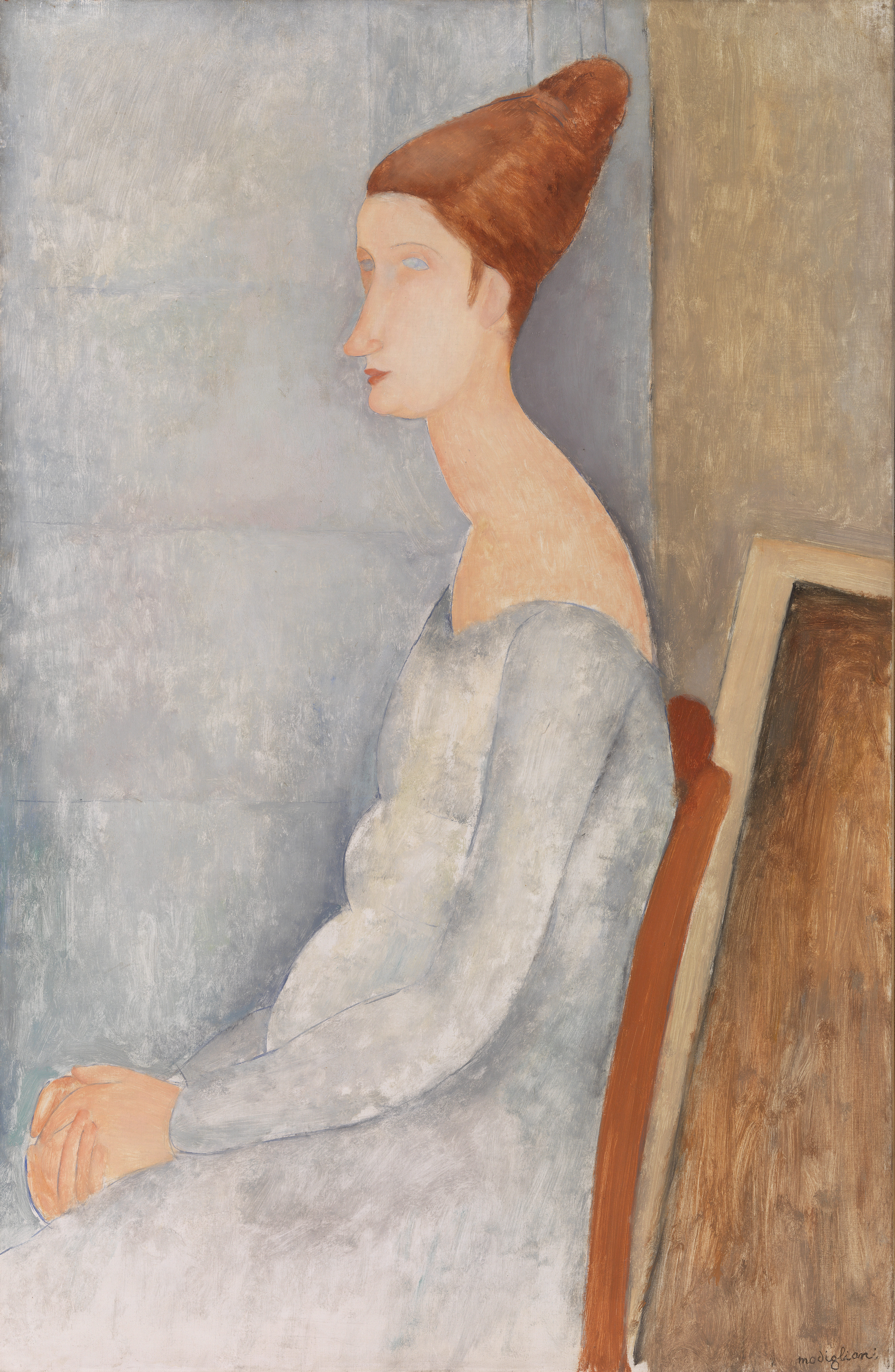
Амедео Модильяни, «Сидящая Жанна Эбютерн в профиль» (1918)
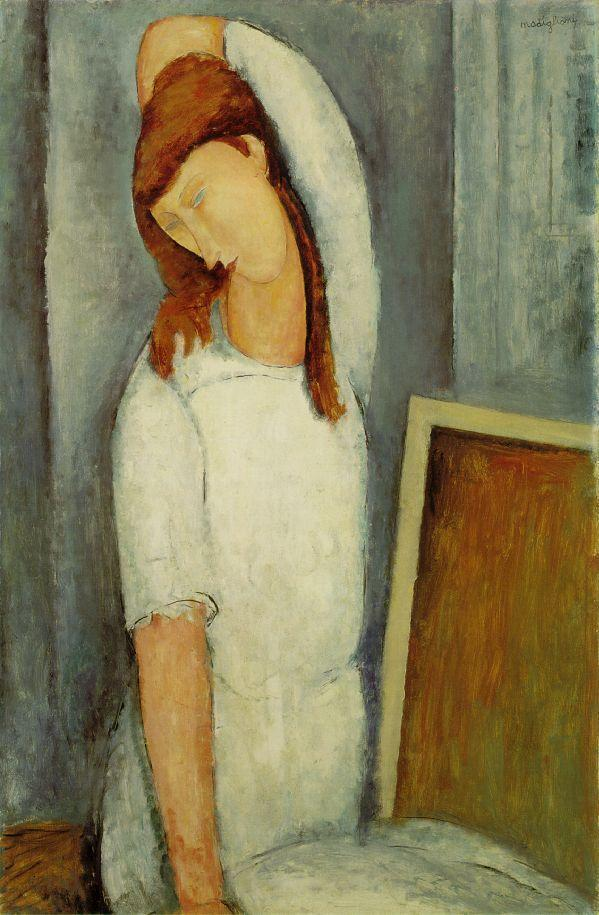
Амедео Модильяни, «Жанна Эбютерн» (1919)